# Bezdružice
Bezdružice település Csehországban, Tachovi járásban. Bezdružice Konstantinovy Lázně, Kokašice, Lestkov, Teplá, Ostrov u Bezdružic és Úterý településekkel határos. Lakosainak száma 927 fő (2024. január 1.).

## Népesség
A település lakosságának változását az alábbi diagram mutatja:
| Lakosok száma | 2168 | 2111 | 1977 | 983  | 1007 | 990  | 902  | 951  | 940  | 927  |
|               | 1869 | 1890 | 1921 | 1950 | 1980 | 2001 | 2017 | 2019 | 2022 | 2024 |